# جوزيبي أفيلون
جوزيبي أفيلون (بالإيطالية: Giuseppe Avellone)‏ (مواليد 23 مارس 1943) هو سبّاح إيطالي، مثّل بلاده في الألعاب الأولمبية الصيفية 1960.

## روابط خارجية
جوزيبي أفيلون على موقع أوليمبيديا (الإنجليزية)